# Chartographa convexa
Chartographa convexa là một loài bướm đêm trong họ Geometridae.